# زنجیره سفلی
زنجیره سفلی، روستایی از توابع بخش مرکزی شهرستان چرداول در استان ایلام ایران است.

## جمعیت
این روستا در دهستان شباب قرار دارد و براساس سرشماری مرکز آمار ایران در سال ۱۳۸۵، جمعیت آن ۴۴۶ نفر (۹۸خانوار) بوده‌است.اهالی این روستاازایل بزرگ خزل میباشند.